# Vladimir Tretchikoff
Vladimir Tretchikoff (russisch Владимир Григорьевич Третчиков, transkribiert Wladimir Grigorjewitsch Trettschikow; * 13. Dezember 1913 in Petropavlovsk, Russisches Reich; † 26. August 2006 in Kapstadt, Südafrika) war ein russischer Maler.

## Leben
Trettschikow floh nach der Oktoberrevolution in Russland zusammen mit seiner Familie in die Mandschurei. Er lebte später auch in Shanghai und in Singapur.
Seine Ehefrau Natalie und Tochter Mimi wurden 1941, aufgrund der vorrückenden japanischen Armee, während des Zweiten Weltkrieges nach Kapstadt evakuiert. Tretchikoff selbst lebte in dieser Zeit in Jakarta und begann eine Affaire mit seinem späteren Model Leonora Schmidt-Salomonson alias Lenka.
1946 kehrte er zu seiner Familie nach Südafrika zurück. Dort verstarb er am 26. August 2006 an den Folgen eines Hirnschlags.

## Karriere
Trettschikow war Maler und malte Porträts, Stillleben und Tiere. Seine Arbeiten wurden vor allem durch weltweite Reproduktionen bekannt und erreichten Verkaufszahlen ähnlich wie Picassos Nachdrucke. Sein bekanntestes Werk ist „The Chinese Girl“, ein Porträt der damals 17-jährigen Chinesin Monika Sing-Lee, verheiratete Pon, das er 1952 in Kapstadt malte. Dieses Bild stellt eines der weltweit am meisten verkauften Nachdrucke dar. Es wurde 2013 für fast 1,5 Millionen Dollar verkauft. Wegen seiner etwas kitschigen, kommerziell geprägten Werke wurde er oftmals kritisiert und erhielt für seine Arbeiten keine Auszeichnungen.

## Trivia
In Alfred Hitchcocks Frenzy sind Bilder von Tretchikoff zu sehen. Chinese Girl wurde als Cover für das 1990 erschienene Album Slap! von Chumbawamba verwendet.